# Зофія де Пурбе
Зофія Джимуховська, уроджена де Пурбе (пол. Zofia Drzymuchowska (de Pourbaix); 6 квітня 1922, Городець — 21 березня 1974, Закопане) — польська партизанка, скаут Сірих Шеренг, старший стрілець Армії Крайової. Була відома під кодовими іменами «Зуля», «Зенобія» та «Ніна».

## Біографія
Сьома дитина зем'янина Каміля де Пурбе та його дружини Марії, уродженої графині Мйончинської.
У юності брала участь у курсах стрільби та була активною у загоні дівчат-скаутів у Сарнах. Здобула освіту в початковій школі в Городці, потім у Сакре-Куер на Збилітовській Горі поблизу Тарнова.
З початком Другої світової війни вона втекла з маєтку Городець разом з батьками, братами та сестрами до Варшави. Її двоюрідна сестра, Марія Рогозінська (кодове ім'я «Аліна»), привела її до Сірих Шеренг у лютому 1940 року. Вона закінчила останній рік середньої школи на підпільних заняттях, де склала випускні іспити, після чого служила зв'язковою. Переїхавши до Щавниці з батьками, вона працювала в лабораторії на курорті, яку найняв Адам Стадницький.
З 1943 року вона діяла в межах застави «Коп'єць» під командуванням Адама Лукашевського (кодове ім'я «Ян»). Її завданням було керувати перевалочним пунктом та виконувати функції зв'язкової і кур'єра. Вона співпрацювала з кур'єром Францішеком Котербою (кодове ім'я «Вода»), з Коростенка (кур'єр). Перевалочний пункт знаходився у віллі на Поліській, де вона жила до визволення. Мати Зофії допомагала в підпільних операціях.
13 листопада 1943 року один з її братів, курсант Здзіслав де Пурбе, солдат Війська Польського та Армії Крайової, був розстріляний у в'язниці Павяк. Це був другий удар для всієї родини, оскільки 1 вересня 1939 року її старший брат, поручник Каміль Казімеж Юзеф де Пурбе, загинув у битві під Мокрою.
1 серпня 1950 року вона вийшла заміж за Владислава Джимуховського, правнука Юліана Захаревича.
Її поховали на Новому цвинтарі в Закопане.

## Нагороди
- Військова медаль — нагороджена тричі (одночасно 25 серпня 1948)
- Хрест Хоробрих (27 лютого 1972)
- Партизанський хрест (28 січня 1974)
- Медаль Перемоги і Свободи (28 січня 1974)
- Хрест Армії Крайової (№1819; 4 січня 1978)
- Virtuti Militari, срібний хрест (1978)